# K'inich K'an Joy Chitam II
K'inich K'an Joy Chitam II of K'an Xul II (5 november 644 - 722) was ahau van de Maya stadstaat Palenque.
Hij was een zoon van Pacal de Grote en broer van K'inich K'an B'alam II, die hij na diens dood op 57-jarige leeftijd opvolgde. Onder K'inich K'an Joy Chitam II bereikte Palenque het hoogtepunt van haar macht. Op 30 augustus 711 eindigde zijn regering vrij abrupt, zijn naam verdween gewoon uit de kronieken zonder dat er vermeld werd wat er met hem gebeurde.
Gedurende lange tijd hebben historici en archeologen zich afgevraagd wat er met hem gebeurd is. Uiteindelijk is uit een kroniek van de rivaliserende stadstaat Toniná zijn lot duidelijk geworden. Tijdens een oorlog met die stad werd K'inich K'an Joy Chitam gevangengenomen. Op afbeeldingen in Toniná wordt de koning halfnaakt afgebeeld met op zijn dij een tekst die aangeeft dat het K’an Joy Chitam is. De afbeelding is niet in de stijl van Toniná zelf, maar in de typerende Palenque-stijl. Waarschijnlijk moest Palenque de kunstenaars leveren die hun eigen vernederde koning moesten vereeuwigen. Na zijn gevangenneming heeft Kan Joy Chitam nog een aantal jaren in gevangenschap geleefd. Volgens de teksten in Palenque werd de heerschappij pas in 720 overgedragen aan een nieuwe heerser; men vermoedt dat de oude koning toen pas werd geofferd.
Na het einde van K'inich K'an Joy Chitams regering zette het verval van Palenque in.